# Аманбаево
Аманбаево (кирг. Аманбаев, до июля 1976 года — Грозное) — село в Айтматовском районе Таласской области Кыргызстана. Административный центр Аманбаевского аильного округа. Код СОАТЕ — 41707 215 807 01 0.

## Население
По данным переписи 2009 года, в селе проживало 6203 человека.